# عمر فرنانديز
عمر فرنانديز (بالإسبانية: Omar Fernández Frasica)‏ (11 فبراير 1993 كولومبيا - ) هو لاعب كرة قدم كولومبي يلعب كمهاجم.

## روابط خارجية
- عمر فرنانديز على موقع قاعدة بيانات كرة القدم.إي يو (الإنجليزية)
- عمر فرنانديز على موقع Soccerway.com (الإنجليزية)